# اقتل بيل (فلم)
اقتل بيل (بالإنجليزية: Kill Bill) فيلم حركة أمريكي من كتابة وإخراج كوينتن تارانتينو، وقد ثم إصداره في السينما في جزئين متوالين، الأول سنة 2003 بينما الثاني سنة 2004، لكنه كان في الأصل فيلماً واحدا، وقد قُسِّم لجزئين نظرا لطول مدة عرضه التي بلغت 4 ساعات كاملة، القصة الرئيسية لهذا الفيلم الذي عٌرض على مختلف قاعات السينما العالمية على غرار سينما هونغ كونغ وسينما اليابان وغيرها كانت عبارة عن حكي وروي غير خطي.

## بطاقة تقنية
- العنوان : اقتل بيل
- العنوان الأصلي : Kill Bill
- المخرج: كوينتن تارانتينو
- سيناريو : كوينتن تارانتينو
- الديكور: دافيد واسكو ويوهاي تينيدا
- الملابس: كاثرين توماس وكوميكو أوغاوا
- التصوير: روبرت رييتشاردسون
- الموسيقى: روبرت فيتزجيرالد ديغز (الجزء الأول) وروبرت رودريغيز (الجزء الثاني)
- المنتج: لورانس بندر
- شركة الإنتاج: ميراماكس فيلم
- ميزانية: 60 مليون دولار
- البلد الأصلي:  الولايات المتحدة
- اللغة الأصلية : لغة إنجليزية (مع بعض الحوارات باللغة يابانية وصينية مندرين)
- النوع: التصوير بالألوان وأبيض-أسود
- المدة: 111 دقيقة (الجزء الأول) و136 دقيقة (الجزء الثاني) [5]
- تاريخ الإصدار:

| الدولة           | الجزء الأول    | الجزء الثاني  | ملاحظة                                                                                       |
| ---------------- | -------------- | ------------- | -------------------------------------------------------------------------------------------- |
| الولايات المتحدة | 10 أكتوبر 2003 | 16 أبريل 2004 |                                                                                              |
| كندا             | 10 أكتوبر 2003 | 16 أبريل 2004 |                                                                                              |
| بلجيكا           | 29 أكتوبر 2003 | 21 أبريل 2004 |                                                                                              |
| فرنسا            | 26 نوفمبر 2003 | 17 ماي 2004   | لا يجوز مشاهدته لأقل من 16 سنة (الجزء الأول)، ولا يجوز مشاهدته لأقل من 12 سنة (الجزء الثاني) |

## طاقم التمثيل

### الجزء الأول
| اسم الممثل(ة)  | الاسم الأصلي    | الدور                              |
| -------------- | --------------- | ---------------------------------- |
| أوما ثورمان    | Uma Thurman     | في دور مامبا سوداء                 |
| لوسي لو        | Lucy Liu        | في دور أفعى ماء                    |
| فيفيكا ا. فوكس | Vivica A.fox    | أفعى                               |
| داريل هانا     | Daryl Hannah    | أفعى (نوع يعيش في جبال كاليفورنيا) |
| ديفيد كارادين  | David Carradine | بيل                                |
| مايكل مادسن    | Michael Madsen  | صوندر                              |
| جولي درايفس    | Julie Dreyfus   | صوفي فاتال                         |
| صوني شيبا      | Sonny Chiba     | هانزو هاتوري                       |
| جوردون ليو     | Gordon liu      | جوني مو                            |
| مايكل باركس    | michael barks   | إيرل إم سي جراو                    |
| مايكل بوين     | Michaek Bowen   | باك                                |

### الجزء الثاني
| اسم الممثل(ة)      | الاسم الأصلي        | الدور                              |
| ------------------ | ------------------- | ---------------------------------- |
| أوما ثورمان        | Uma Thurman         | في دور مامبا سوداء                 |
| ديفيد كارادين      | David Carradine     | بيل                                |
| مايكل مادسن        | Michael Madsen      | صوندر                              |
| داريل هانا         | Daryl Hannah        | أفعى (نوع يعيش في جبال كاليفورنيا) |
| جوردون ليو         | Gordon liu          | جوني مو                            |
| مايكل باركس        | michael barks       | إيستيبان فيهاو                     |
| بيرلا هاناي-جاردين | Perla Haney-Jardine | بي بي                              |
| صامويل جاكسون      | Samuel Jackson      | ريفيس                              |
| بو سفينسن          | Bo Svenson          | هارموني                            |

## الانتقادات

### البوكس أوفيس
أُصدر الجزء الأول من فيلم اقتل بيل يوم 26 نوفمبر من سنة 2003 (فرنسا)، في حين تم إصدار الجزء الثاني يوم 17 ماي من سنة 2004 (فرنسا)، لكنه لم يشارك في مسابقة مهرجان كان السينمائي وذلك لأن كوانتينو كان من بين حكام المسابقة.
حصد فيلم اقتل بيل (الجزء الأول) 180.949.845 $ في مختلف أنحاء العالم، بينما حصد الجزء الثاني منه ما معدله 152.159.461 $، وبالتالي فقد حصل الفيلم بجزئيه ما مجموعه 333.108.506 $ في حين بلغت ميزانيته 60.000.000 $ فقط.
العرض الأول جلب العديد من الزوار، حيث تمكن من جلب 1.877.178 شخص في فرنسا، و248.752 شخصا في بلجيكا، ثم 238.612 شخصا في كيبيك و199.147 آخر في سويسرا.
أما العرض الثاني، فقد جلب 1.430.000 شخصا في فرنسا، و193.394 في بلجيكا، ثم 218.261 في كيبيك و172.000 في سويسرا.

### النقد
حصل الجزء الأول من الفيلم على 85% من الانتقادات الإيجابية مع معدل متوسط بلغ 7.7/10 بناء على 222 صوت في موقع الطماطم الفاسدة، كما حصل على 69/100 بناء على 43 صوتا في موقع ميتاكريتيك.
أما الجزء الثاني فقد حصد 84% من الأصوات الإيجابية مع معدل متوسط بلغ 7.7/10 أيضا، وذلك بناء على 230 صوتا في موقع الطماطم الفاسدة، أما في موقع ميتاكريتيك فقد حصل على 83/100 بناء على 42 صوتا.
هذا وقد حصل فيلم اقتل بيل (الجزء الثاني) على المرتبة التاسعة في قائمة أفضل الأفلام لسنة 2004، وفي سنة 2008 صنفت جريدة إمباير الجزئين في المرتبتين 325 و423 على التوالي في قائمة أفضل أفلام السينما على مر التاريخ.

## الجوائز والترشيحات

### الجزء الأول
| السنة | المهرجان                            | الجائزة |
| ----- | ----------------------------------- | --- |
| 2003  | جوائز الأفلام الأوروبية             | جائزة التصوير الدولية |
| 2004  | جائزة الغولدن غلوب                  | أفضل ممثلة (أوما ثورمان) |
| 2003  | المهرجان الدولي للفيلم في كاتالونيا | جائزة الجمهور |
| 2004  | جائزة ساتيلايت                      | حصل الفيلم العديد من الألقاب في هذه الجائزة وهي على الشكل التالي: - جائزة أفضل سيناريو - جائزة أفضل ديكور - جائزة أفضل تأثيرات بصرية |
| 2004  | جوائز إمباير                        | حصد الفيلم على لقبين في هذه الجائزة وهما: - جائزة أفضل فيلم - جائزة خشبة السنة                                                       |
| 2003  | جمعية سان دييغو لنقاد السينما       | جائزة أفضل مونتاج |
| 2004  | جائزة زحل                           | زحل لأفضل فيلم في الحركة والمغامرة + جائزة أفضل ممثلة (أوما ثورمان)                                                                  |
| 2004  | جوائز إم تي في للأفلام              | - أفضل ممثلة (أوما ثورمان) - أفضل مبارزة                                                                                             |
| 2004  | جوائز إمباير                        | - أفضل ممثلة (أوما ثورمان) - أفضل مخرج (كوينتن تارانتينو)                                                                            |
| 2004  | جمعية لاس فيغاس لنقاد السينما       | أفضل مونتاج |

### الجزء الثاني
| السنة | المهرجان                         | الجائزة |
| ----- | -------------------------------- | --- |
| 2005  | جائزة زحل                        | - أفضل فيلم من ناحية الحركة والمغامرات - أفضل ثاني دور ذكوري (ديفيد كارادين) - أفضل ثاني دور نسوي (داريل هانا)                                                                                     |
| 2005  | جوائز إم تي في للأفلام           | - أفضل مبارزة |
| 2005  | جائزة سان جوردي                  | أفضل فيلم أجنبي |
| 2005  | جوائز آماندا                     | أفضل فيلم |
| 2005  | جوائز الفيلم والتفزيون الإيرلندي | جائزة أفضل ممثلة دولية (أوما ثورمان) |
| 2005  | جائزة الغولدن غلوب               | حصل على لقبان في هذه الجائوة وهما: - جائزة أفضل ممثلة (أوما ثورمان) - جائزة أفضل ثاني دور رجالي ديفيد كارادين)                                                                                     |
| 2005  | جائزة ساتيلايت                   | حصد الجزء الثاني من الفيلم على عدة ألقاب في هذه الجائزة وهي: - جائزة أفضل فيلم - جائزة أفضل ممثة (أوما ثورمان) - جائزة أفضل ثاني دور رجالي (ديفيد كارادين) - جائزة أفضل ثاني دور نسوي (داريل هانا) |
| 2005  | جائزة زحل                        | - أفضل مخرج - أفضل سيناريو - أفضل ممثلة (أوما ثورمان) - أفضل ممثل شاب (بيرلا هاناي-جاردين) |

## روابط خارجية
- مقالات تستعمل روابط فنية بلا صلة مع ويكي بيانات